# 南沙河水库
南沙河水库是中国陕西省汉中市城固县境内的一座水库，位于南沙河上，建于1960年。水库正常库容为1800万立方米，集雨面积为294平方千米，海拔为552.4米。